# Daniel Aranzubía Aguado
Daniel Aranzubía Aguado (nascut a Logronyo, La Rioja, el 18 de setembre del 1979) és un exfutbolista riojà que jugava com a porter. Va disputar 303 partits a la primera divisió espanyola de futbol, durant 13 temporades, amb l'Athletic Club – del planter del qual va sortir – Deportivo de la Corunya i Atlètic de Madrid. Va ser internacional amb la selecció espanyola.

## Trajectòria

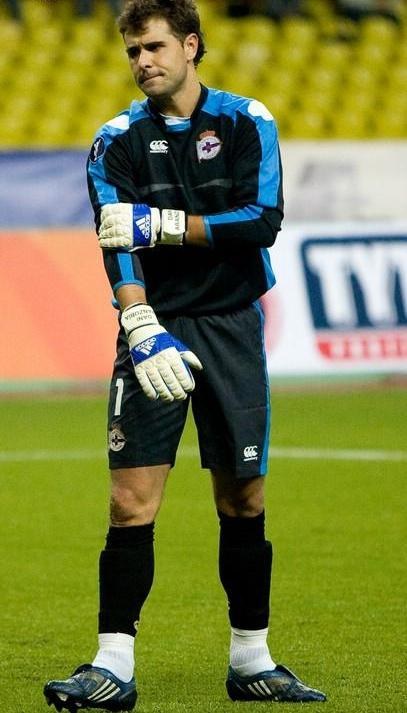
Daniel Aranzubia al Deportivo.

Format a les categories inferiors de l'Athletic Club de Bilbao, l'any 2000 s'incorporà al primer equip. A la seva primera temporada juga només dos partits de lliga, debutant a la Primera divisió espanyola el 10 d'abril del 2001 en el partit Athletic 1 - 3 Reial Societat. Fins a la temporada 2006/07 ha jugat un total de 152 partits de lliga a la Primera divisió.
L'estiu del 2007 va estar a punt de ser fitxat pel Reial Saragossa, però finalment, va decidir quedar-se a l'Athletic Club.
El 2008 decideix acabar el seu cicle amb l'Athletic i començar un nou cicle, aquesta vegada al Deportivo de la Coruña, entrenat per Miguel Ángel Lotina.

## Selecció estatal
Titular a les categories inferiors de la selecció d'Espanya, va ser campió del món Sub-20 de 1999 i medalla de plata als Jocs Olímpics de Sydney 2000. Aranzubia va ser titular a totes dues finals.
Amb la selecció absoluta va jugar un partit. Va ser un partit amistós contra Andorra jugat el 5 de juny del 2004, en el qual Aranzubia va jugar la mitja hora final. Posteriorment, va formar part del combinat espanyol que va participar en l'Eurocopa 2004 de porter suplent. Aranzubia no ha tornat a ser convocat per la selecció des de la dimissió del seleccionador Iñaki Sáez, que havia estat el seu tècnic a les categories inferiors i el qual li va fer debutar amb l'absoluta.

## Palmarès
- Copa del Món de Futbol sub-20 (1999)
- Medalla d'argent als Jocs Olímpics de Sidney 2000